# Jaciment arqueològic de Coma d'Infern
La Coma d'Infern o el Clot de l'Infern és un jaciment arqueològic que està situat al municipi de les Planes d'Hostoles, a l'extrem més meridional de la Garrotxa, inclòs a l'Inventari del Patrimoni Arqueològic i Paleontològic de Catalunya.
Es tracta d'un jaciment a l'aire lliure, en part destruït per la construcció de la carretera, avui ja perduda, d'Amer a les Encies.

## Descobriment i historiografia
El jaciment va ser descobert el 1966 pels germans Josep, Francesc i Joaquim Valentí, tot i que Francesc Riuró ja va recollir peces de sílex en superfície. Des de 1966 fins a 1974, el Dr. Oliva i els seus col·laboradors del Servei d'Investigacions Arqueològiques de la Diputació de Girona van dur a terme excavacions de salvament.

## Troballes
Pel que fa a les troballes, només s'hi ha recollit indústria lítica, de matèries orgàniques només s'hi han conservat petits bocins d'os i de carbó. El material tallat és quasi exclusivament sílex (99,47% d'entre 5.528 elements lítics recollits), i és el material amb el que s'han fabricat peces retocades.
El resum de la indústria lítica és el següent: 
El més abundant és el grup de les raspadores (7,58%), seguit del de les rascadores (2,42%) i els denticulats (1,06%). Cal destacar també el grup de les laminetes amb dors trucades (23,2%), seguit de les puntes amb dors (17,45%), puntes amb dors truncades (9,25%), laminetes amb dors (7,5%) i les trucadures (6,6%). Són de destacar també entre els sílex els nuclis, d'una gran varietat (0,86%) de l'utillatge, tots reduïts a conseqüència de la falta de sílex a la zona, però també com a resultat normal de partir una talla microlítica.
Respecte a la procedència d'aquest material, cal dir que no s'han fet prospeccions serioses en aquest sentit i que per tant es desconeix.
Pel que fa a la cronologia cal dir que falta totalment la indústria d'os i els petits carbons i fragments d'os no permeten una datació absoluta. Tampoc hi ha dades palinològiques ni sedimentològiques. Per tant, la datació es fa segons Soler sobre la base de l'examen de la indústria lítica i, per tant, Coma d'Infern té la major part de la indústria microlítica sobre laminetes i dirigida a la fabricació de laminetes, triangles i triangles escalens amb tècnica microburí. Així, per una banda es tracta d'un Magdalenià, però per l'abundància de geomètrics també es podria classificar d'Epipaleolític.